# Гейтс (окръг, Северна Каролина)
Окръг Гейтс (на английски: Gates County) е окръг в щата Северна Каролина, Съединени американски щати. Площта му е 896 km², а населението – 11 478 души (2016). Административен център е град Гейтсвил.